# سیندرلا (فیلم ۲۰۰۶)
سیندرلا (به هانگول: 신데렐라) فیلمی در ژانر ترسناک محصول کره جنوبی است که در سال ۲۰۰۶ منتشر شد.